# 摩根縣 (喬治亞州)
摩根县（英語：Morgan County）是美國喬治亞州中部的一個縣。面積918平方公里。根據美國2000年人口普查，共有人口15,457人。縣治麥迪遜（Madison）。
成立於1807年12月10日。縣名紀念美國獨立戰爭軍官、代表維吉尼亞州的眾議員丹尼爾·摩根。